# Bibi (sărbătoare religioasă)

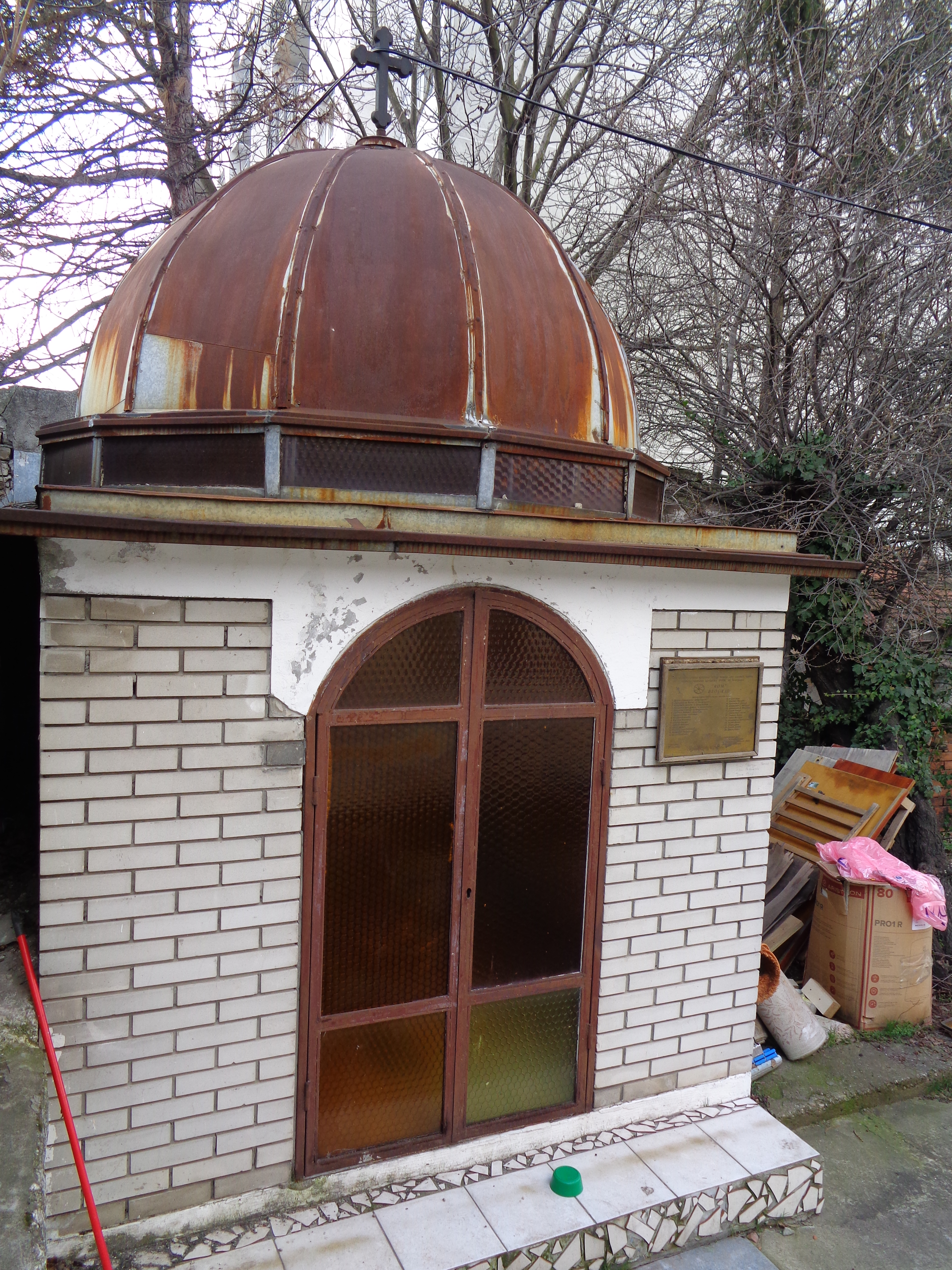
Capela Sfintei Bibi din Serbia

Bibijako Dive (Ziua mătușii) este o sărbătoare religioasă celebrată de majoritatea romilor creștini ortodocși și, într-o măsură mai mică, de romii musulmani din Balcani și din diaspora. Bibi este celebrată ca o vindecătoare și protectoare a familiei și a sănătății copiilor și reprezintă versiunea romă a zeiței hinduse Shashthi. Fiecare regiune are propria zi în care sărbătorește pe Sfânta Bibi. Potrivit legendei, Bibi a călătorit în diferite locuri în zile diferite și a tămăduit oamenii bolnavi. Datele sărbătorii sunt asociate cu postul Paștelui și, prin urmare, sunt mobile. Printre celebranții ortodocși răsăriteni, prezența unui preot este obligatorie (chiar dacă Bibi este o sfântă necanonizată).
În diferite medii culturale, Bibi este numită și Bibi Tămăduitoarea sau Bibiyaku. În romani, „bibi” înseamnă „mătușă”, iar diminutivul este „bibiori”. Sărbătoarea mătușii Bibi a fost înscrisă în Registrul național al patrimoniului cultural imaterial al Serbiei în 2019.
Bibi este una dintre puținele zeități ale gospodăriei sărbătorite de romi. Pe lângă Bibi, multe familii de romi au propriile zeități, precum Babo Fingo la sărbătoarea Kakava, alături de alte sărbători religioase, cum ar fi Paștele, Crăciunul sau Bairam (Turcia). 

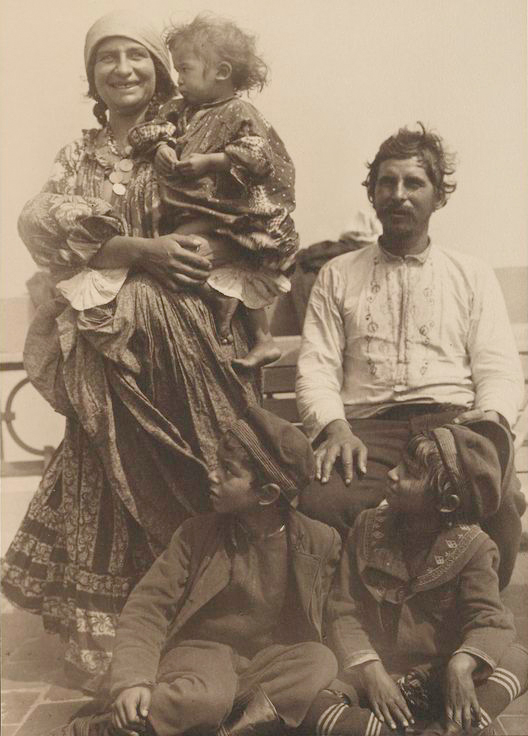
Familie de romi din Serbia

## Obiceiuri

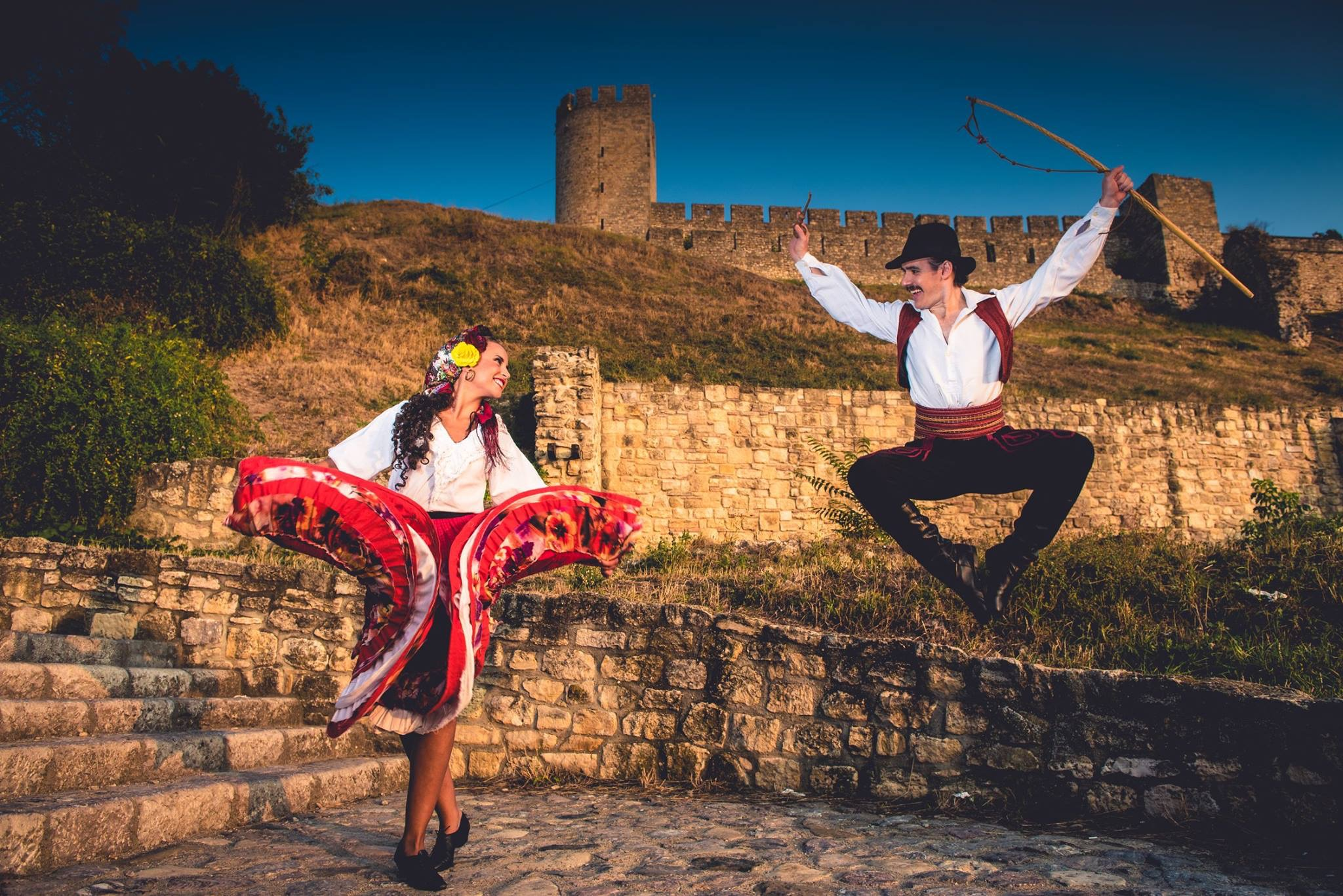
Dans al romilor din Serbia

Bibi este sărbătorită colectiv, când toți romii din Serbia se adună într-un loc sfânt, de obicei un copac sau o cruce, aduc un tort festiv și mâncare, iar în unele locuri, se prind daruri pentru Bibi (pieptene, oglindă și haine pentru copii) într-un copac sfânt. În Ziua de sărbătoare, după slujba din Biserica Ortodoxă, romii merg într-o procesiune, purtând tortul și lumânările și strigând: „În sănătatea lui Bibi!”. (romani: Bibijako sostipe!). Toți cei care sărbătoresc aduc prăjituri și diverse aperitive pentru a servi oaspeții sub copacul din curtea lor, de obicei păr sau nuc. Sub copac se stabilește gazda următoarei sărbători și i se predă tortul. Se sărbătorește prin cântec și dans, iar copiii primesc pachete pline cu dulciuri.

## În comunitățile musulmane
Bibi este bine cunoscută în rândul comunităților de romi musulmani din Balcani, precum și în regiunea mai largă. Romii musulmani o pomenesc de sărbătoarea lor Djisatedimi.
Literatura etnografică nu oferă informații sigure dacă romii musulmani sărbătoresc Bibijako Djive. Potrivit etnografului Aleksandar Petrović, romii musulmani din Kruševac (Serbia) au adoptat sărbătoarea Bibijako Djive de la romii creștini și o sărbătoresc în aceeași zi, dar noaptea. Preluând ziua sfântă, ei postesc câteva zile, iar sărbătoarea începe la apusul soarelui. Dragoljub Acković, autorul a două monografii despre Bibi (2004; 2010), relatează, de asemenea, că literatura etnografică nu conține informații despre celebrarea Bibijako Djive de către romii musulmani. Totuși, în monografia din 2010, Acković face referire la informații adunate de la romii musulmani din Prizren, Uroševac sau Ferizaj (Kosovo) și Belgrad (capitala Serbiei), care indică faptul că aceste comunități rome musulmane sărbătoresc Bibijako Djive pentru a-și proteja copiii de boli, cu mențiunea că celebrarea cultului Bibi durează la ei o lună întreagă, din 31 ianuarie până la 1 martie.